# Göran Östergren
Göran Östergren, född 2 september 1937 i Stockholm, är en svensk målare och konsthantverkare.
Östergren var från 1965 gift med Aino Sigrid Larsén. Han studerade vid Konstfackskolans avdelning för metallarbete 1963–1967 och bedrev självstudier under resor till bland annat England, Frankrike, Spanien, Marocko och Italien. Under sin studietid vid konstfack deltog han i en tävling om en brudkrona för Drottningholms slottskapell som antogs och utfördes 1966. Separat ställde han ut på Galleri Observatorium i Stockholm 1964 med stora slagkraftiga målningar som associerade till jazz och dåtidens aktuella filmer. Han har medverkat i Liljevalchs Stockholmssalonger samlingsutställningar på Galleri Observatorium och med gruppen Fem  stjärnor på Galleri Surbrunn. Hans konst består av ett måleri besläktat med engelsk och amerikansk konst utförda i olja, plastfärg, gouache och collage. Östergren är representerad vid Stockholms stad och Svenska handelsbanken.